# Morro d'Oro Calcio 2004-2005
Questa voce raccoglie le informazioni riguardanti  il Morro d'Oro Calcio nelle competizioni ufficiali della stagione 2004-2005.

## Rosa
| N. |                      | Ruolo | Calciatore                   |
| -- | -------------------- | ----- | ---------------------------- |
| -  | Italia (bandiera)    | P     | Andrea Argentati             |
| -  | Italia (bandiera)    | C     | Giuseppe Ausiello            |
| -  | Italia (bandiera)    | D     | Alessandro Battisti          |
| -  | Italia (bandiera)    | D     | Simone Bucciarelli           |
| -  | Italia (bandiera)    | C     | Massimo Carnevale            |
| -  | Italia (bandiera)    | C     | Fabrizio Catelli             |
| -  | Italia (bandiera)    | A     | Massimo Cicconi              |
| -  | Argentina (bandiera) | A     | Antonian Sebastian Di Pietro |
| -  | Italia (bandiera)    | C     | Emiliano Fasciocco           |
| -  | Italia (bandiera)    | D     | Emanuele Fermani             |
| -  | Italia (bandiera)    | D     | Paolo Ferretti               |
| -  | Italia (bandiera)    | C     | Giampiero Francia            |
| -  | Italia (bandiera)    | C     | Pasquale Izzo                |
| -  | Italia (bandiera)    | A     | Dario Ludovisi               |
| -  | Argentina (bandiera) | A     | Dario Javier Maffei          |

| N. |                   | Ruolo | Calciatore           |
| -- | ----------------- | ----- | -------------------- |
| -  | Italia (bandiera) | P     | Loris Marcello       |
| -  | Italia (bandiera) | A     | Fabio Martelli       |
| -  | Italia (bandiera) | D     | Giordano Pellanera   |
| -  | Italia (bandiera) | D     | Lorenzo Peruzzi      |
| -  | Italia (bandiera) | C     | Vittorio Pinciarelli |
| -  | Italia (bandiera) | A     | Daniele Prosia       |
| -  | Italia (bandiera) | C     | Gianluigi Rizzo      |
| -  | Italia (bandiera) | C     | Pasquale Rulli       |
| -  | Italia (bandiera) | C     | Stefano Santinelli   |
| -  | Italia (bandiera) | C     | Mattia Santoni       |
| -  | Italia (bandiera) | C     | Michele Santoni      |
| -  | Italia (bandiera) | D     | Michele Sergi        |
| -  | Italia (bandiera) | A     | Vincenzo Signoriello |
| -  | Italia (bandiera) | D     | Marco Sugoni         |